# Liste des épisodes de Transformers: Animated
Í
Cet article recense les épisodes de Transformers: Animated.
La série a débuté avec Transformation, un téléfilm d'une durée de 90 minutes. Après la diffusion du film le 26 décembre 2007, la série a débuté aux États-Unis le 5 décembre 2008. La troisième saison est diffusée en 2009 aux États-Unis et au Canada,.

## Saison 1 (2007-2008)
| № | Titre                                                     |
| --- | --------------------------------------------------------- |
| |                                                           |
| 1 | Transformation 1/3 Transform and roll out 1               |
| Alors qu'Optimus Prime et son équipe Bumblebee, Bulkhead, Ratchet et Prowl exécutaient leur mission de maintenance, ils découvrent le AllSpark, la plus puissante source d'énergie. Aussitôt, ils sont pris en chasse par Mégatron, chef des Decepticons, qui compte bien s'en emparer. Après un combat entre les deux vaisseaux, Mégatron explose à cause d'une bombe déposée par Starscream. Les Autobots et les restes de Mégatron s'écrasent sur terre.                                 |                                                           |
| 2 | Transformation 2/3 Transform and roll out 2               |
| 50 ans après leur crash, Les Autobots se réveillent et découvrent un nouveau monde: la Terre. Ils y rencontre Sari, une jeune humaine qui les aidera à s'y intégrer. Sari reçoit une clef chargée d'énergie par le AllSpark qui peut réparer n'importe quel robot, y compris Mégatron. |                                                           |
| 3 | Transformation 3/3 Transform and roll out 3               |
| Starscream, qui cherche toujours le AllSpark, retrouve la trace d'un signal de détresse provenant de la terre. Aussitôt, il met le cap sur la planète et rencontre les Autobots. Après un combat infernal, Starscream et Optimus Prime sont gravement blessés, Optimus succombant même à ses blessures. Mais celui-ci est sauvé grâce à la clef de Sari et le AllSpark. |                                                           |
| 4 | Où est passé le AllSpark ? Home is where the AllSpark is? |
| À cause d'un incident causé par la clef de Sari, Mégatron se réveille dans le labo du professeur Sumdac. Les Autobots et Sari font une pyjama party. N'ayant plus de corps, Mégatron tente de retrouver le AllSpark en s'infiltrant chez les Autobots avec l'aide d'un virus cybernétique. |                                                           |
| 5 | Fusion Totale Total Meltdown                              |
| Le scientifique Prometheus Black a toujours voulu libérer le genre humain des robots qui prennent peu à peu leur travail. À la suite d'une expérience ratée, il devient Fusion. Il décide tout de suite de s'en prendre à l'artisan de son malheur, selon lui Isaac Sumdac. |                                                           |
| 6 | Le Dino-Parc Blast From the Past                          |
| Les Autobots font une sortie au Dino-Parc, où Bulkhead y détruit des représentations mécaniques de dinosaures. Mégatron les répare, et en profite pour les transformer en robots surpuissants, les Dinobots : Grimlock, Snarl et Swoop. Il leur donne comme but de détruire Optimus et son équipe. Piégés tous les trois dans du béton à la suite du combat, Prowl et Bulkhead les libèrent et les envoient sur une île déserte proche de Detroit.                                          |                                                           |
| 7 | L'instinct du chasseur Thrill of the hunt                 |
| Bumblebee s'est acheté quelques accessoires pour se montrer plus à l'aise. Une panne de courant se produit et le chasseur de primes Lockdown attaque Bumblebee. Lockdown a été payé par Blitzwing pour tuer Optimus. Ratchet veut se venger du chasseur de primes car Lockdown l'a forcé à effacer la mémoire de l'Autobot Arcee dans le passé. |                                                           |
| 8 | Nanoseconde Nanosec                                       |
| Bumblebee affronte un criminel qui s'est échappé de prison, Nanoseconde, engagé par Mégatron pour qu'il lui rapporte les éléments nécessaires pour son nouveau corps. Une occasion pour Bumblebee de tester ses nouveaux boosters, mais le malfrat transporte du destronium instable qui risque d'exploser d'un instant à l'autre. Bumblebee utilise ses boosters pour faire exploser le liquide dans l'espace.                                                                             |                                                           |
| 9 | Comme une araignée dans sa toile Along Came a Spider      |
| Les Autobots découvrent une fête terrienne appelée Halloween. Pendant que Sari, accompagnée de Bulkhead et de Bumblebee, font du porte à porte pour recevoir des sucreries, Blackarachnia les attaque. Optimus découvre que Blackarachnia n'est autre que son ancienne amie Elita-1 qu'il a accidentellement abandonnée sur une planète organique. |                                                           |
| 10 | Son et destruction Sound and Fury                         |
| Sari devient amie avec un robot du nom de Soundwave (en) que son père lui offert pour son anniversaire. Malheureusement, celui-ci n'est pas celui qu'il prétend être. C'est un Decepticon créé par Mégatron pour récupérer la clef de Sari. Bulkhead compte bien le démasquer. |                                                           |
| 11 | Échec et combat Lost and Found                            |
| Les autobots se font attaquer par 2 Decepticons Lugnut et Blitzwing qui sont à la recherche de Mégatron. Ils ont reçu un signal inconnu disant que Mégatron était encore en vie. Ratchet va essayer de redémarrer le vaisseau avec l'aide de Sari. |                                                           |
| 12 | Instinct de survie Survival of The fittest                |
| Prowl et Bulkhead se rendent sur l'île des Dinobots, car ceux-ci ont enlevé Sari et sont devenus fous. Arrivés sur l'île, ils se rendent compte que Fusion a pris le contrôle de Grimlock, Snarl et Swoop. |                                                           |
| 13 | Le cérébro-pilote Headmaster                              |
| Sur les recommandations de Sari, Bulkhead se met à la peinture. Mais un mystérieux scientifique fou prend son corps et l'utilise pour tenter de détruire Detroit. |                                                           |
| 14 | Nature maudite Nature Calls                               |
| Sari, Bumblebee et Prowl font du camping en forêt pour enquêter sur un étrange signal cybertronien. Ils se font attaquer par des Crampons de l'espace, des parasites organiques originaires de Cybertron. |                                                           |
| 15 | Le retour de Megatron 1/2 Megatron Rising 1/2             |
| Les Decepticons Lugnut et Blitzwing récupèrent la clef de Sari pour remettre le corps de Mégatron en place. Starscream, lui, attaque le labo du professeur Sumdac pour tuer Mégatron. Optimus est très en colère contre son équipe pour son incapacité à battre les Decepticons. Ratchet part essayer de réparer l'arche. Bumblebee est à la recherche de Sari qui a disparu. Pendant ce temps Optimus Prime, Prowl et Bulkhead foncent vers la tour Sumdac où ils ont localisé Starscream. |                                                           |
| 16 | Le retour de Megatron 2/2 Megatron Rising 2/2             |
| Mégatron est de retour et compte se débarrasser de Starscream et récupérer l'AllSpark. Ratchet réussit à sauver Sari de Blackarachnia avec l'aide de l'arche. Mégatron et ses Decepticons attaquent le vaisseau des Autobots. Optimus tente de protéger le AllSpark de Mégatron. Le combat se conclut sur la destruction du AllSpark. Après le combat, Sari remarque que son père, le professeur Sumdac a disparu.                                                                          |                                                           |

## Saison 2 (2008)
| № | Titre                                                               |
| --- | ------------------------------------------------------------------- |
| |                                                                     |
| 17 | La garde d'élite The Elite guard                                    |
| Ultra Magnus et la garde élite (Sentinel Prime et Jazz) atterrissent sur la terre dans le but de récupérer la matrice (le AllSpark), mais là, ils apprennent que celle-ci a explosé... Ultra Magnus apprend l'existence des Dinobots mais ne veut pas croire qu'il ya des Decepticons sur Terre. |                                                                     |
| 18 | Le retour du cérébro-pilote The return of the Headmaster            |
| Henri Masterson, alias le cérébro-pilote, est de retour, réembauché par Porter C.Powel. Son premier projet sera de s'emparer d'un nouveau corps robotique et c'est Sentinel Prime qui en fera les frais cette fois. |                                                                     |
| 19 | La revanche de Starscream Mission Accomplished                      |
| Ultra Magnus ne veut pas laisser les autobots sur terre puisque d'après la garde élite il n'y a pas de Decepticons sur Terre. Starscream prend sa revanche sur Mégatron et tente de détruire la ville. Bumblebee et Jazz stoppent Starscream. Ultra Magnus comprend donc que les Decepticons sont sur Terre et décide d'y laisser Optimus Prime et sa section. Après un message d'Ironhide, la garde élite retourne sur Cybertron. |                                                                     |
| 20 | Poubelle ouverte, poubelle fermée Garbage in, Garbage out           |
| Un nouvel autobot à moitié crétin Wreck-Gar (appelé Ozimondice dans cet épisode) fait des dégâts dans la ville et se retrouve face à Lugnut. Ratchet arrête Lugnut et Wreck-Gar devient un autobot mais explose à cause d'une déjection radioactive. |                                                                     |
| 21 | Velo-Cité Velo-City                                                 |
| Bumblebee enquête sur une mystérieuse voiture qui fait des courses illégalement, et qu'il soupçonne être un Decepticon. Pour une raison inconnue, Bumblebee découvre la présence de Blitzwing dans la Vélo-Cité. Il participe à une course illégale en espérant démasquer la mystérieuse voiture et arrêter Blitzwing. |                                                                     |
| 22 | L'attaque des Constructicons Rise of the Constructicons             |
| Des fragements du AllSpark animent deux véhicules immobilisés sur un chantier. Ceux-ci deviennent les Constructobots Mixmaster et Scrapper qui deviennent amis avec Bulkhead. Mais ils rejoignent Mégatron et deviennent les Constructicons. |                                                                     |
| 23 | Les clones A fistulf of Energon                                     |
| Stascream a été localisé dans l'épave du Némésis. Prowl se met en route. Arrivé la-bas, il affronte Lockdown cette fois-ci payé par Megatron pour capturer Starscream. Lockdown s'allie à Prowl après avoir donné à ce dernier une armure de samuraï. Ils partent à la recherche de Starscream qui s'est enfui. Il trouve alors 2 clones de Starscream. Un qui se nomme Skywarp et l'autre Sunstorm. |                                                                     |
| 24 | S.U.C la société ultime du crime S.U.V Society of Ultimate Villainy |
| Bumblebee tente d'arrêter la S.U.C (Société Ultime du Crime) qui use d'un médaillon pouvant paralyser les machines, dont les Autobots. Le Decepticon Swindle essaie de le récupérer pour le revendre à Mégatron. Bumblebee se voit obliger de s'allier à la S.U.C pour combattre Swindle. |                                                                     |
| 25 | Le camp des Autobots The Autoboot camp                              |
| Ultra Magnus informe Optimus que Wasp, un agent-double des Decepticons, s'est échappé de prison. Wasp était à l'académie Autobots avec Bumblebee, Bulkhead, Longarm et Ironhide et il s'était fait démasquer par Bumblebee. Bumblebee et Bulkhead décident de retrouver Wasp ainsi que la base minière Decepticon. Après une longue excursion, Mégatron établit une connexion avec Shockwave qui n'est autre que Longarm. On apprend ainsi que le traître n'était Wasp, mais Longarm. |                                                                     |
| 26 | Sombre vendredi Black Friday                                        |
| Les Dinobots font évader Fusion de prison. C'est Blackarachnia qui le leur a ordonné en utilisant le fait qu'ils soient tombés sous son charme (Grimlock tout particulièrement). Celle-ci séjourne sur l'île des Dinobots et ayant trouvé les notes du scientifique, elle désire qu'il lui enlève sa partie organique. |                                                                     |
| 27 | Les constructeurs démolisseurs Sari, No one's home                  |
| Les Constructicons ont causé des dégâts dans la ville. Les Autobots sont à leur recherche. Mais c'est Sari qui doit faire face à ces démolisseurs qui se sont invités dans la base, en quête d'huile. Les Autobots se font attaqués par Blitzwing. Blitzwing finit par retrouver les Constructions et les ramène à Mégatron. |                                                                     |
| 28 | Le portail d'à côté 1/2 A bridge too close 1/2                      |
| Mégatron élève les Constructicons (Scrapper et Mixmaster) au rang de Decepticon. Mégatron a besoin de plus d'informations pour finaliser la porte stellaire. Or il se trouve que le plus grand spécialiste dans ce domaine se trouve sur Terre, et qu'il s'agit même de Bulkhead. De son côté, Starscream prépare son ultime plan avec ses clones Skywarp, Thundercracker, Sunstorm, Slipstream et Ramjet. |                                                                     |
| 29 | Le portail d'à côté 2/2 A bridge too close 2/2                      |
| Ratchet réveille Omega Supreme tandis que Starscream attaque Mégatron avec ses clones. Starscream est vaincu, mais Mégatron et Shockwave vont détruire Optimus Prime. Heureusement, la porte stellaire s'affaiblit mais Mégatron rajoute le fragment du AllSpark de Starscream pour augmenter sa puissance. Les Constructicons perdent le contrôle de la porte dont la puissance est devenue incontrôlable. Omega Supreme se sacrifie après s'être débarrassé de Blitzwing, Lugnut, Ramjet, Slipstream et Sunstorm. Mégatron, Skywarp, Thundercracker, Starscream et Blurr sont envoyés dans l'espace. Sari apprend qu'elle est en réalité un robot créé par le professeur Sumdac. |                                                                     |

## Saison 3 (2009)
| № | Titre                                                                   |
| --- | ----------------------------------------------------------------------- |
| |                                                                         |
| 30 | Porte stellaire 1/3 TransWarped 1/3                                     |
| Blurr réussit à s'échapper des griffes de Thundercracker et de Skywarp. Rodimus Prime et sa section (Ironhide, Brawn, Hot Shot et Red Alert) ont perdu la bataille contre la section de Strika (Cyclonus, OilSick, Blackout et Spittor). Mégatron et la tête Starscream sont sur le point de prendre le contrôle d'Omega Supreme |                                                                         |
| 31 | Porte stellaire 2/3 TransWarped 2/3                                     |
| Mégatron prend petit à petit le contrôle d'Omega Supreme. Sari, sous le choc de découvrir sa nature robotique, en veut au professeur Sumdac de ne pas le lui avoir dit. Sumdac reprend le contrôle de sa société, et renvoie Powel. Pour se venger, celui-ci envoie le cérébro-pilote (qui utilise le corps de Starscream) attaquer les autobots. Ce dernier est finalement vaincu par Optimus, et Sari découvre son origine précise. Acceptant finalement sa nature, Sari se réconcilie avec son père. Sari fusionne avec la clé et évolue pour devenir super-puissante. Elle devient une adolescente et sa partie technologique ressort plus dans son physique. Elle perd vite le contrôle et détruit tout sur son passage, puis finit par blesser Bumblebee. |                                                                         |
| 32 | Porte stellaire 3/3 TransWarped 3/3                                     |
| Blurr retourne sur Cybertron pour révéler la présence d'un espion, mais Longarm l'élimine. Bumblebee est soigné, et Ratchet réussit à stopper Sari. Omega Supreme, maintenant contrôlé par Mégatron, revient sur Terre et attaque les Autobots. Prowl libère Omega Supreme de Mégatron, mais Stascream prend à son tour le contrôle du corps et part à la conquête de Cybertron avec Mégatron comme prisonnier, Optimus réussit à fixer sur Oméga un téléporteur pour qu'il voyage en permanence dans l'espace. Ultra Magnus commence à soupçonner la présence d'un traitre dans ses rangs, et envoie sa garde d'élite rechercher Wasp. |                                                                         |
| 33 | Le troisième Constructicon Three Are a Crowd                            |
| Le professeur Sumdac a besoin d'aide pour détruire le cérébro-pilote. Bulkhead va donc demander de l'aide aux Constructicons. Scrapper et Mixmaster acceptent. Mais l'unité du Cérébro-pilote se combine avec les fragments AllSpark des Constructicons, donnant naissance Dirt Boss. Ce dernier s'autoproclame chef des Constructicons et imagine un plan pour détruire la ville. Les autres autobots retrouvent la trace de Lugnut. |                                                                         |
| 34 | La revanche de Wasp Where is the Sting?                                 |
| Sentinel Prime et Jazz viennent de localiser Wasp sur terre. Mais Wasp a déjà retrouvé Bumblebee. Wasp échange ainsi son spark avec celui de Bumblebee pour lui gâcher sa vie comme il a gâché la sienne. Bumblebee (maintenant dans le corps de Wasp) va devoir faire face à 2 autobots de la garde d'élite Jetstorm et Jetfire. De son côté, Optimus prime apprends à Sentinel Prime que le véritable traître est Longarm. Les autobots arrivent à temps, mais Wasp s'échappe après avoir rééchangé son spark avec Bumblebee. Sur Cybertron, Ultra Magnus est retrouvé dans un état critique par Ironhide. |                                                                         |
| 35 | Les 5 pièces du destin Five servos of Doom                              |
| Les Autobots sont bouleversés par l'état d'Ultra Magnus et décident de capturer tous les Decepticons présents sur terre. Ils retrouvent Sunstorm, Swindle et Blitzwing. Prowl décide de partir à la recherche de Lockdown avec Jazz et Sentinel Prime. Ils vont réussir à retrouver Ramjet et Lugnut. Mais Lockdown a tendu un piège à Prowl. Pour résister à ce piège, Prowl n'a d'autre choix que de revêtir son armure de Ninja. Lockdown s'échappe à nouveau. |                                                                         |
| 36 | Expérience techno-organique Predacons Rising                            |
| Alors que les Autobots allaient s'emparer de Wasp, celui-ci est capturé par les Dinobots qui se sont fait duper par Blackarachia. Elle a accepté sa nature techno-organique et transforme Wasp en Techno-Organique. Wasp devient Waspinator. Ils appellent leur groupe les Predacons. Les Predacons attaquent Sentinel Prime. Mais Waspinator est instable et explose en envoyant Blackarachnia et lui-même dans une autre dimension. |                                                                         |
| 37 | Erreur humaine 1/2 Human Error 1/2                                      |
| La garde d'élite a quitté la terre avec tous les Decepticons qui y étaient présents. Les Autobots vont fêter Noël. Après avoir bu de l'huile, ils vont ressentir comme les humains l'envie de dormir et le matin au réveil ils sont humains. Sari ne comprend pas ce qui s'est passé. Optimus a remarqué que la veille Powel vendait des jouets semblables au Decepticon Soundwave (en). Serait-il derrière tout ça ? |                                                                         |
| 38 | Erreur humaine 2/2 Human Error 2/2                                      |
| Alors que les Autobots sont toujours prisonniers du monde virtuel de Soundwave (en). Sari va sur l'île des Dinobots demander de l'aide à Grimlock. Il refuse, mais lui dit d'aller voir Scrapper sur la plage. Scrapper s'est lié d'amitié avec le dinobot Snarl. Aidé par l'autobot Wreck-Gar, Sari, Snarl et Scrapper vont aller vaincre Soundwave et les autobots dont il a pris le contrôle. |                                                                         |
| 39 | Prise en Otage Decepticon Air                                           |
| Le professeur Sumdac et Bulkhead ont fini la construction de la porte stellaire. La garde d'élite tombe dans une tempête spatiale, ce qui réactive Swindle. Comme il n'a pas de menottes, il n'a aucune difficulté à libérer les autres Decepticons. Optimus teste la porte stellaire et se retrouve dans le vaisseau de la garde d'élite avec les Autobots pris en otage par Swindle. Optimus les libère et ils neutralisent Ramjet, Sunstorm et Blitzwing. Sentinel prime apprend qu'il doit remplacer Ultra magnus temporairement en tant que chef. Lugnut lui s'échappe et tombe par hasard sur Mégatron et Starscream qui sont en direction de Cybertron.                                                                                                  |                                                                         |
| 40 | Voila pourquoi je hais tant les machines This is why I hate the machine |
| Ratchet et Franzone sont envoyés sur Cybertron à cause de la porte stellaire. Après que Sentinel Magnus les a pris tous les deux pour des criminels. Ratchet retrouve le corps d'Arcee. Omega Supreme (accompagné de Mégatron, Starscream et Lugnut) attaque Cybertron. Alors que Ratchet réparait Arcee, ils sont attaqués par Shockwave. Shockwave allait tué Ultra magnus quand Ratchet le sauve. Omega Supreme quitte Cybertron avec Shockwave. Ratchet n'est pas concerné jusqu'à ce qu'il voie qu'il est parti avec Arcee. Ratchet retourne sur terre avec Franzone et Jazz (qui en a assez de la Garde d'élite). |                                                                         |
| 41 | La bataille finale 1/2 Endgame 1/2                                      |
| Les Decepticons sont retournés sur l'épave sur Némésis. Shockwave essaie de récupérer les codes d'activation d'Omega Supreme en Arcee pour créer des clones d'Omega Supreme. Sur terre Prowl et Jazz utilisent le pouvoir de la matière pour téléporter les derniers fragments AllSpark. Optimus, lui teste un jetpack créé par Ratchet et le professeur Sumdac. Il se fait attaquer par Slipstream qui pensait qu'Optimus était Starscream. Shockwave finalise les clones d'Omega Supreme inspirer de Lugnut. Les 3 Lugnut Suprême attaquent la Terre. Optimus décide d'utiliser le marteau d'Ultra Magnus pour la bataille finale. |                                                                         |
| 42 | La bataille finale 2/2 Endgame 2/2                                      |
| Les Lugnut Suprême attaquent la ville. Optimus les arrête avec son jetpack mais Starscream prend le contrôle des clones à son tour donnant des Starscream Suprême. Ratchet retrouve Arcee dans le Némésis pendant que Bulkhead et Bumblebee combattent Shockwave. Shockwave est vaincu. Grâce à Arcee Omega Supreme va sur terre (avec Ratchet, Bulkhead et Bumblebee) combattre ses clones. Jazz et Prowl utilisent les circuits de la matière pour fusionné les fragments et recréer le AllSpark. Prowl utilise l'énèrgie de son Spark et la puissance du AllSpark pour détruire les clones. |                                                                         |

## Conclusion
Après la mort de Prowl, Optimus, Bumblebee, Bulkhead, Ratchet, Jazz, Omega Suprême et Arcee retournent sur Cybertron avec les prisonniers Decepticons : Mégatron, Shockwave et Lugnut (Starscream est mort après avoir perdu son fragment du AllSpark). En récompense, Optimus reçoit la Matrice du plus grand autobot et est promu dans la garde d'élite avec Bumblebee et Bulkhead. Ratchet et Arcee sont promus dans l'intelligence de Cybertron.
La série n'ayant pas de 4e saison, celle-ci ayant été annulée, le destin de certains personnages (comme la Section Strika, Lockdown, Swindle, Skywarp, Thundercracker, Soundwave, Fusion, Porter C. Powell, les mutants de Prometheus Black, Blackarachnia et Waspinator) reste inconnu. On peut supposer que certains personnages (à savoir Wreck-Gar ou Ozimondice en vf, les 3 Dinobots, les 3 Constructicons et Slipstream) sont morts comme, Starscream quand Prowl et Jazz ont reconstitué le AllSpark.